# Gemini 8
Gemini 8 byl pilotovaný kosmický let, který se uskutečnil dne 16. března 1966 v rámci amerického kosmického programu Gemini. Byl 10. pilotovanou lodí USA vyslanou do vesmíru, 18. lodí ze Země. V katalogu COSPAR získal let označení 1966-020A.

## Posádka
- Neil Armstrong (1), velící pilot
- David Scott (1), pilot

V závorkách je uvedený dosavadní počet letů do vesmíru včetně této mise.

### Záložní posádka
- Charles Conrad, velící pilot
- Richard Gordon, pilot

## Spojení s Agenou
16. března 1966
- Spojení: 22:14 UTC
- Odpojení: ~22:45 UTC

## Průběh letu

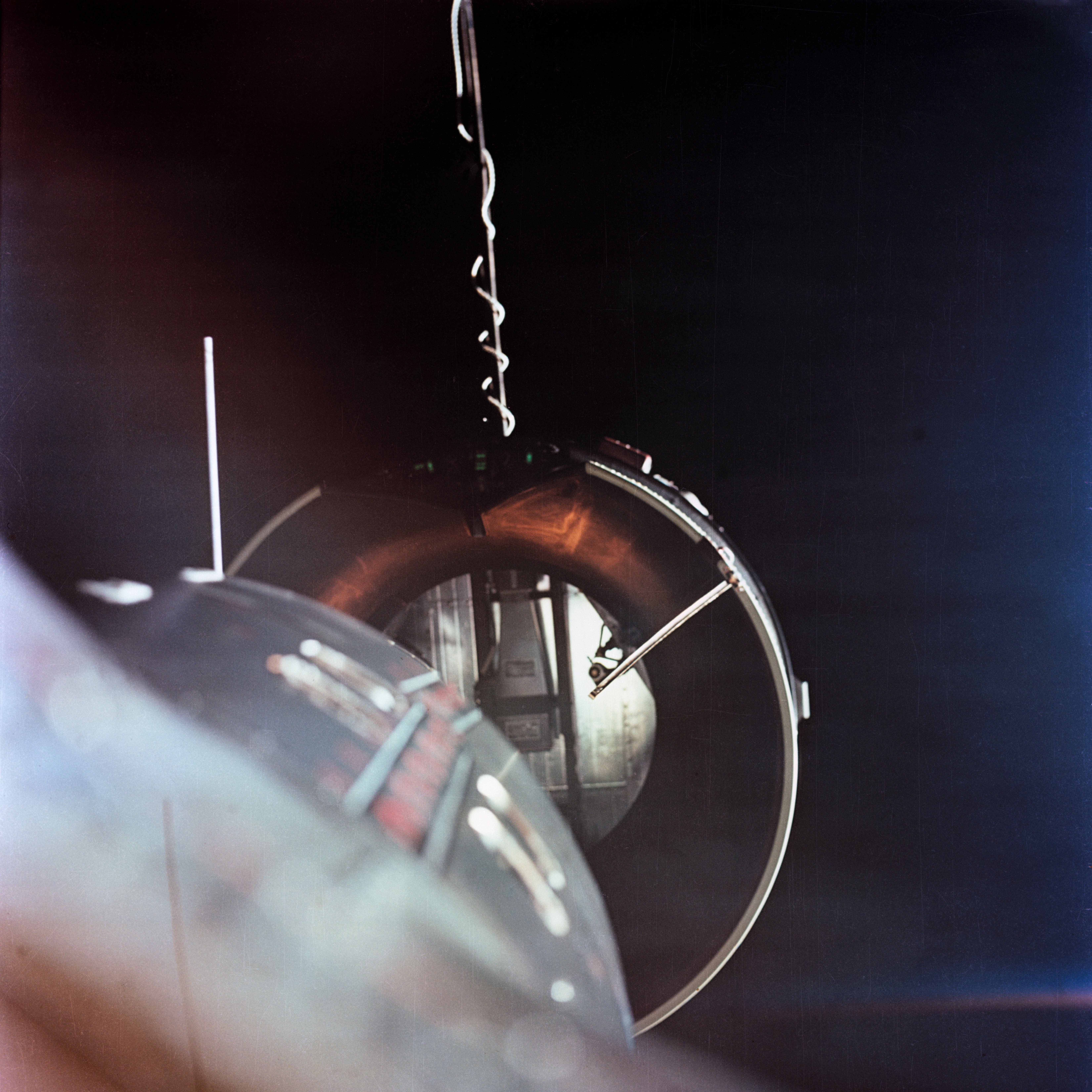
Gemini 8 při spojování s raketovým stupněm Agena

Start lodě proběhl z mysu Canaveral na Floridě ze startovací rampy LC-19. Posádku Gemini 8 tvořili astronauti Neil Armstrong a David Scott, mise měla trvat tři dny. Posádka během čtyř obletů Země provedla devět řídících manévrů. Ve výšce 285–298 km nad pobřežím Brazílie došlo k prvnímu spojení dvou kosmických těles na oběžné dráze když se loď Gemini 8 spojila s bezpilotním raketovým stupněm Agena TV-8 (1966-019A).
V důsledku závady na orientačním systému lodi Gemini (zasekl se ventil v trysce č. 8) došlo k nekontrolovatelnému roztočení obou těles. Po odpojení lodi od stupně Agena došlo k ještě rychlejší rotaci, kterou se posádce nakonec podařilo zvládnout. Řídící středisko v Houstonu nařídilo předčasné ukončení letu, při zastavení rotace bylo vyčerpáno příliš velké množství paliva. Další plánovaný úkol letu, jímž měl být Scottův dvouhodinový výstup do vesmíru, musel být zrušen. K prvnímu nouzovému přistání v americké historii kosmických letů došlo po 10 letových hodinách 800 km východně od ostrova Okinawy. Za tři hodiny byli astronauti na palubě lodi USS Leonard F. Mason.
Agena TV-8 byla navedena na vyšší orbitální dráhu, kde byla využita lodí Gemini 10.